# Nguyễn Đức Hiền
Nguyễn Đức Hiển (sinh ngày 3 tháng 8 năm 1955) là đại biểu Quốc hội Việt Nam khóa XIII, thuộc đoàn đại biểu Nghệ An. Ủy viên Ủy ban Thường vụ Quốc hội, Trưởng ban dân nguyện của Ủy ban thường vụ Quốc hội,.

## Xuất thân
Nguyễn Đức Hiền sinh ngày 3 tháng 8 năm 1955, dân tộc Kinh, quê quán: Xã Diễn Trường, huyện Diễn Châu, Nghệ An. 

## Học vấn
Trình độ chính trị: Cao cấp lý luận chính trị
Trình độ chuyên môn: Cử nhân Lịch sử, Cử nhân Luật

## Sự nghiệp
Ông từng đảm nhiệm chức Ủy viên Ủy ban thường vụ Quốc hội, Trưởng ban Ban Dân nguyện của Ủy ban Thường vụ Quốc hội, Ủy viên Ủy ban Về các vấn đề xã hội của Quốc hội, Ủy viên Đoàn thư ký kỳ họp Quốc hội
Ngày vào Đảng Cộng sản Việt Nam: 1/10/1982
Đại biểu Quốc hội khoá: XII,XIII,XIII
Đại biểu chuyên trách: Trung ương
Đại biểu Hội đồng Nhân dân: Không
Phụ chú: Được bầu làm Ủy viên Ủy ban Thường vụ Quốc hội theo Nghị quyết số 713/NQ-UBTVQH13 ngày 17/11/2013